# 時の足音
『時の足音』（ときのあしおと）は、2008年10月29日に発売されたコブクロの16枚目のシングル。発売元はワーナーミュージック・ジャパン。

## 解説
- 前作の『蒼く 優しく』から約1年ぶりのリリースで、初回限定版は結成10周年を記念して「10 YEARS EDITION!!!!」と名づけられている。
- 「ここにしか咲かない花」から6作連続でドラマの主題歌で、速水もこみち主演ドラマの主題歌は「君という名の翼」「蕾」に続き3作目となる。
- オリコンチャートでは前作と同じく初登場2位であった。初動は前作をわずかに上回って『蕾』に次ぐ2番目の初動売上となり、3作連続（『WINDING ROAD』を含めると4作連続）で初動売上が10万枚を超えた。
- 本作発売から9か月後の2009年7月に「時の足音」をモチーフにしたスペシャルドラマがTBSで制作され、『夏うたドラマSP 幸せの贈り物』として放送された。「時の足音」がドラマ主題歌として、コブクロの楽曲もドラマ内で使用された。『オー!マイ・ガール!!』に続いての主題歌起用であり、コブクロの楽曲が複数のドラマの主題歌として起用されるのは初である。同ドラマにはコブクロが業務提携している研音所属である榮倉奈々（主演）と市川知宏が出演している。

## 収録曲
全編曲：コブクロ
1. 時の足音
作詞・作曲：小渕健太郎・黒田俊介
日本テレビ系ドラマ『オー!マイ・ガール!!』主題歌、TBS系ドラマ『夏うたドラマSP 幸せの贈り物』主題歌・ドラマモチーフ楽曲。
作詞・作曲ともに小渕と黒田の共作となっており、シングル表題曲での2人の共作は「桜」以来である。
短針が小渕、長針が黒田をイメージした曲で「刻んでいくスピードは違っても、夢や目標が同じ（ここでは時計の真ん中を指す）」ということをイメージして作られた。
仮タイトルは歌詞の中にも登場する「一輪花」。
「FAN FESTA 2008 -10YEARS SPECIAL!!!!-」で初披露された。
2. 赤い糸
作詞・作曲：小渕健太郎
日本生命CMソング
インディーズ時代からの楽曲で、再びスタジオでレコーディングしたものを本作に収録している。
PVにはこの曲をカバーした新垣結衣が出演している。
3. ベテルギウス
作詞・作曲：小渕健太郎
日産キューブCMソングで、CMには2人も出演している。
途中で途切れるような音が入っているがこれは製作意図によるものである。
「KOBUKURO LIVE TOUR'08 "5296"」で初披露された。
4. 時の足音 (Instrumental)
5. 赤い糸 (Instrumental)
6. ベテルギウス (Instrumental)

## 楽曲の収録アルバム
- Root of my mind（#2、インディーズバージョン）
- CALLING（#1 - 3）
- ALL SINGLES BEST 2（#1 - 3）
- ALL TIME BEST 1998-2018（#1 - 2）
- Seasons Selection〜Winter〜（#2）
- ALL SEASONS BEST（#2）
- QUARTER CENTURY (#3、新録バージョン)

## ライブ映像・音源作品
| 曲名         | 発売年 | 規格        | 作品名                                                           | 収録日         |
| ------------ | ------ | ----------- | ---------------------------------------------------------------- | -------------- |
| 時の足音     | 2008年 | DVD         | KOBUKURO FAN FESTA 2008〜10 YEARS SPECIAL!!!!                    | 2008年9月6日   |
| 時の足音     | 2010年 | DVD/Blu-ray | KOBUKURO LIVE TOUR '09 "CALLING" FINAL                           | 2009年11月28日 |
| 時の足音     | 2014年 | DVD/Blu-ray | KOBUKURO LIVE TOUR 2014 "陽だまりの道" FINAL at 京セラドーム大阪 | 2014年7月20日  |
| 時の足音     | 2020年 | DVD/Blu-ray | KOBUKURO 20TH ANNIVERSARY LIVE IN MIYAZAKI                       | 2018年9月16日  |
| 時の足音     | 2020年 | DVD/Blu-ray | KOBUKURO 20TH ANNIVERSARY TOUR 2019 "ATB" at 京セラドーム大阪    | 2019年7月21日  |
| 時の足音     | 2023年 | CD          | エンベロープ (初回限定盤)                                        | 2022年11月20日 |
| 時の足音     | 2023年 | DVD/Blu-ray | KOBUKURO LIVE TOUR 2022 "GLORY DAYS" FINAL at マリンメッセ福岡   | 2022年12月11日 |
| 赤い糸       | 2007年 | CD          | 蒼く 優しく                                                      | 2007年7月5日   |
| 赤い糸       | 2010年 | DVD/Blu-ray | KOBUKURO LIVE TOUR '09 "CALLING" FINAL                           | 2009年11月28日 |
| 赤い糸       | 2016年 | DVD         | TIMELESS WORLD (初回限定盤DVD)                                   | 2015年11月14日 |
| 赤い糸       | 2018年 | CD          | コブクロライブ入門盤                                             | 2009年11月28日 |
| 赤い糸       | 2020年 | DVD/Blu-ray | KOBUKURO 20TH ANNIVERSARY TOUR 2019 "ATB" at 京セラドーム大阪    | 2019年7月21日  |
| 赤い糸       | 2021年 | DVD         | Star Made (ファンサイト会員限定盤DVD)                            | 2021年5月22日  |
| 赤い糸       | 2022年 | DVD/Blu-ray | KOBUKURO LIVE TOUR 2021 "Star made" at 東京ガーデンシアター      | 2021年10月28日 |
| 赤い糸       | 2025年 | DVD/Blu-ray | KOBUKUROAD8                                                      | 2024年4月18日  |
| ベテルギウス | 2008年 | DVD/Blu-ray | KOBUKURO LIVE TOUR '08 "5296" FINAL                              | 2008年6月5日   |
| ベテルギウス | 2008年 | DVD         | 時の足音 (初回限定盤DVD)                                         | 2008年6月5日   |
| ベテルギウス | 2015年 | DVD         | 奇跡 (初回限定盤DVD)                                             | 2014年11月26日 |
| ベテルギウス | 2015年 | DVD/Blu-ray | KOBUKUROAD2〜奇跡への軌跡〜                                      | 2014年11月26日 |
| ベテルギウス | 2021年 | DVD         | Star Made (ファンサイト会員限定盤DVD)                            | 2021年5月22日  |
| ベテルギウス | 2023年 | CD          | エンベロープ                                                     | 2022年11月1日  |
| ベテルギウス | 2023年 | DVD/Blu-ray | KOBUKURO LIVE TOUR 2022 "GLORY DAYS" FINAL at マリンメッセ福岡   | 2022年12月11日 |

## カバー
赤い糸
- 新垣結衣（2008年、シングル『赤い糸』収録）